# Sára Bejlek
Sára Bejlek (n. 31 ianuarie 2006, Hrušovany nad Jevišovkou⁠(d), Moravia de Sud, Cehia) este o jucătoare cehă de tenis. Cea mai bună clasare a sa la simplu este locul 114 mondial, în mai 2024, iar la dublu locul 671 mondial, în august 2022. Până în prezent, ea a câștigat un titlu la simplu în circuitul WTA Challenger Tour, precum și șase titluri la simplu și unul la dublu pe circuitul ITF.